# Frontera

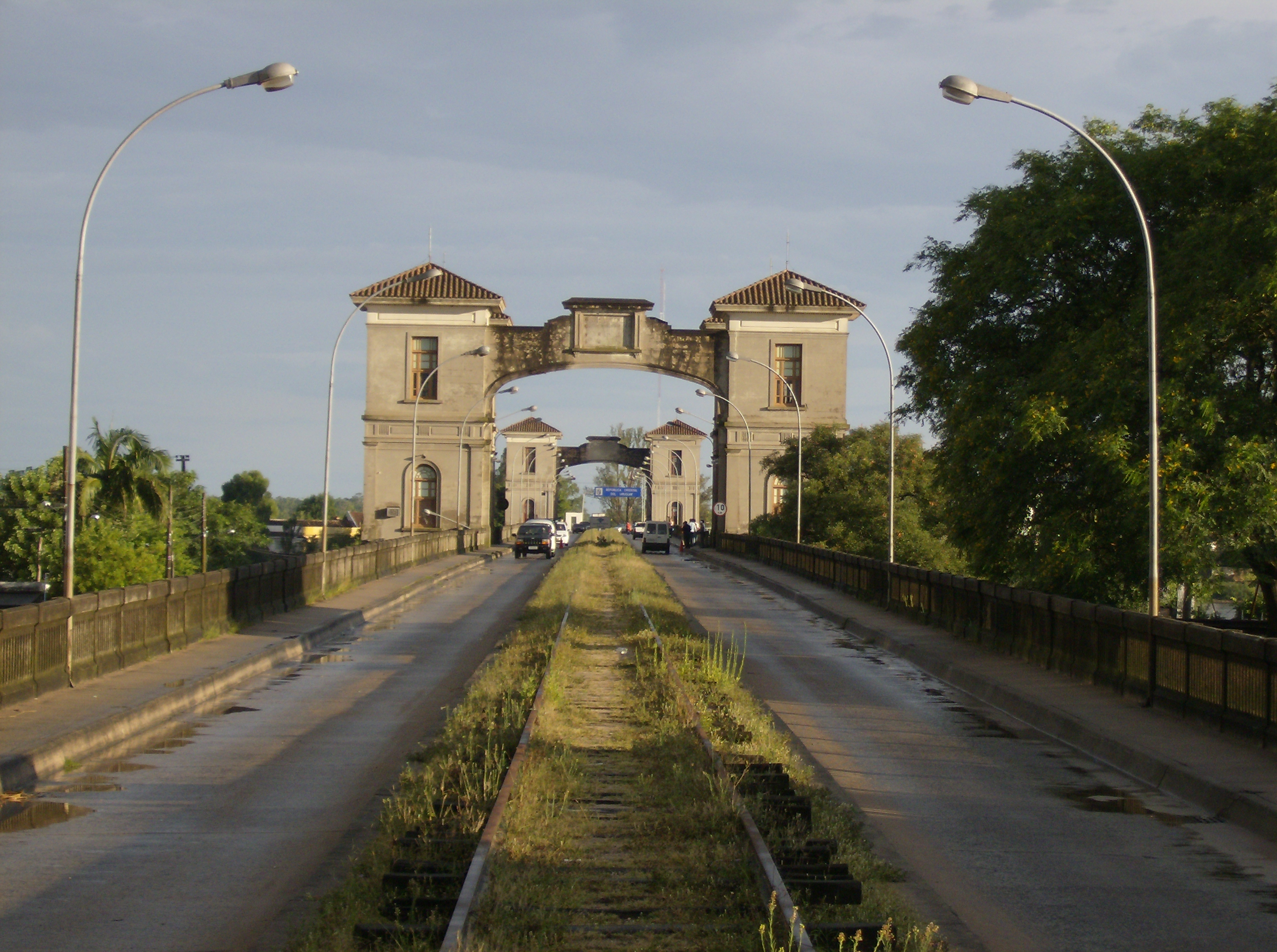
Frontera entre Brasil y Uruguay, entre las ciudades de Yaguarón y Río Branco.

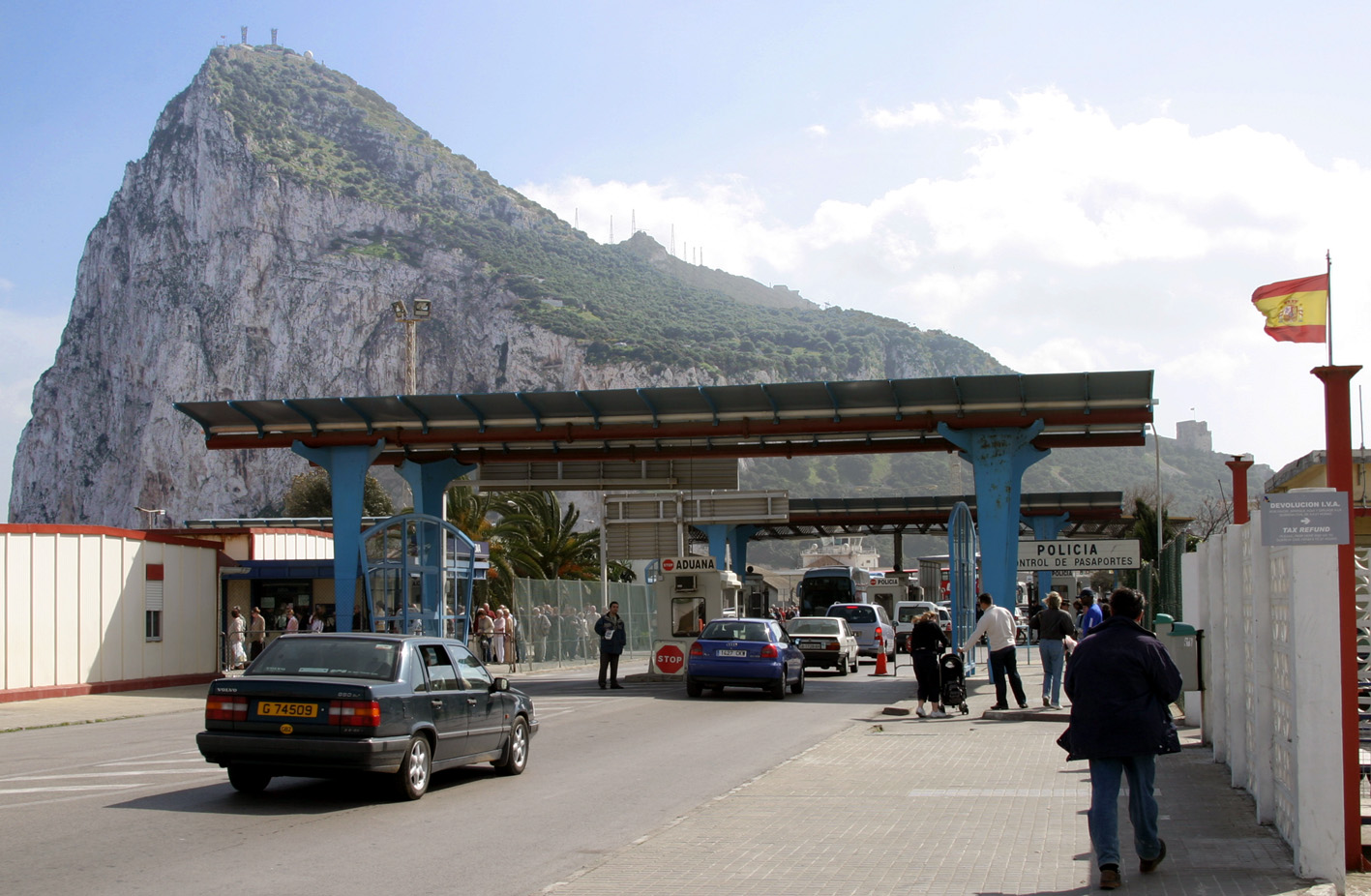
Puesto de control de Policía entre España y la colonia británica de Gibraltar.

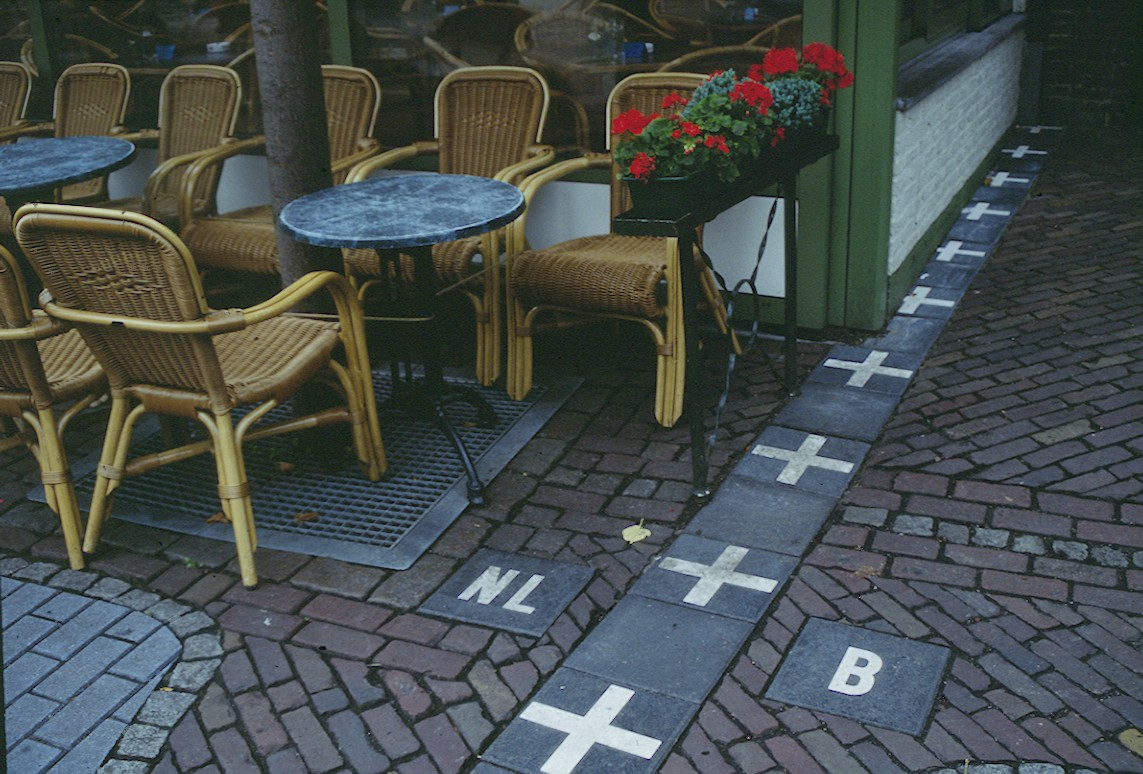
Frontera entre Bélgica y Países Bajos.

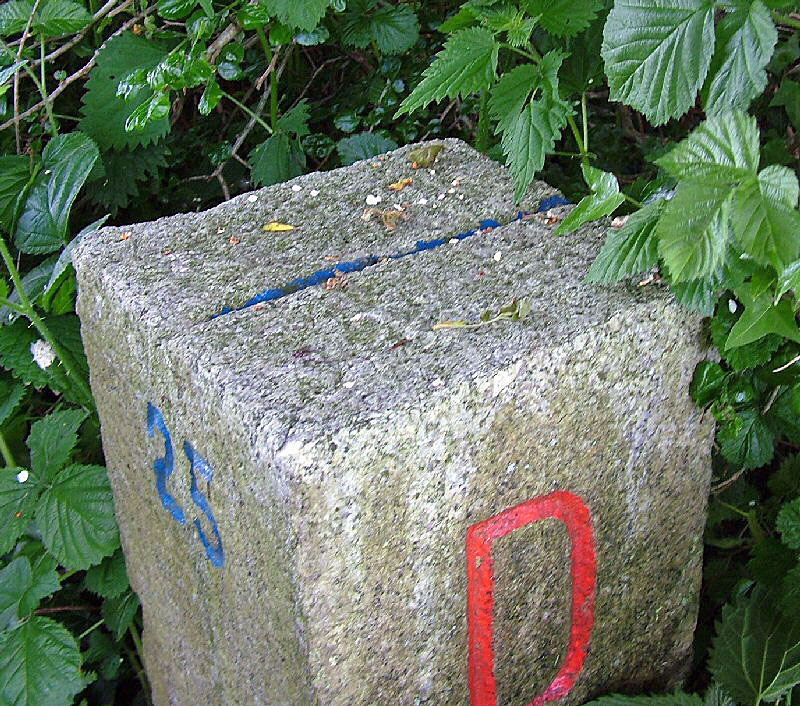
Frontera entre Alemania y el país escandinavo de Dinamarca: La D quiere decir Dinamarca.

La frontera es la zona territorial de tránsito social entre dos culturas, entre países, o en sentido general y amplio, es el límite o línea de una parcela o un predio. Restringido al ámbito político, este término se refiere a una región o franja, mientras que el término límite está ligado a una concepción política y administrativa.
Los Estados tienen una característica esencial: la soberanía, esto es, la facultad de implantar y ejercer su autoridad sobre el territorio de su jurisdicción. Para que el ejercicio de la soberanía por parte de los Estados no perjudique a otras naciones, se crean límites definidos en porciones de tierra, agua y aire. En el punto preciso y exacto en que estas lindes llegan a su fin es cuando se habla de fronteras. El gobierno de un país tiene autoridad dentro de los límites de sus fronteras. Lo que pase más allá, aunque sea a pocos metros, está fuera de su incumbencia, siempre y cuando no afecte sus intereses nacionales. 
Las fronteras no se demarcan únicamente cuando hay tierra de por medio, pues existen fronteras de distinto tenor: aéreas, territoriales, fluviales, marítimas y lacustres. Esto quiere decir que, en muchos casos, la frontera de un país con otro no se encuentra definida solamente donde hay tierra, pues en algunos casos esa división se efectúa utilizando ríos, mares, etc. Para la delimitación de fronteras se utilizan, en muchos casos, aspectos visibles de la geografía de un país; por ejemplo, si hay muchas montañas, se emplea el pico más alto o el fin de la cadena montañosa. En otros casos, como en el continente africano, su trazado coincide con el de los paralelos y meridianos, consecuencia directa del reparto colonial.
En la actualidad, muchas fronteras se caracterizan por el alto grado de vigilancia al que están sometidas. Particularmente en las últimas décadas, «las fronteras no sólo han proliferado, sino que además se han fortificado con el fin de intentar detener los flujos de personas, algo que como tal no forma parte intrínseca de su sentido primordial, que no es otro que el de simple demarcación territorial, esto es, una línea de deslinde entre comunidades políticas». Frontera y muro no son sin más dos términos intercambiables.
El caso de la frontera aérea es utilizada para poder controlar el cielo del país (un avión que desee pasar por el espacio aéreo de un Estado ajeno a aquel de donde proviene debe pedir autorización, de lo contrario el gobierno de dicho Estado puede considerar que su espacio aéreo está siendo invadido, lo que puede conducir a que se tomen decisiones extremas que pueden llegar hasta el derribo de la aeronave). 
En el caso de los ríos: si la frontera es un río, la división se hace en la vaguada (la parte más profunda de este); en caso de que esta quede muy cerca de la costa de uno de los países, se utiliza una línea imaginaria que divide el río por la mitad.
Con las fronteras marítimas y aéreas es diferente; en estos casos se establecen líneas imaginarias, jurídicamente establecidas y que son visibles en los mapas y por medio de coordenadas. En el caso de las fronteras marítimas, la división se hace visible mediante boyas.

## Etimología
Este término en su etimología viene del sustantivo desusado «fronte» del latín «frons» o «frontis» frente y del sufijo «era» que indica paraje, lugar y objeto.

## Historia
En el mundo premoderno, el término frontera era vago y podía referirse a cualquier lado de la frontera, por lo que era necesario especificar parte de ella con borderline o borderland. Durante la época medieval el control del gobierno disminuía con frecuencia cuanto más se alejaba la población de la ciudad capital. Por lo tanto, las tierras fronterizas (especialmente los terrenos intransitables) atraían a muchos forajidos, ya que a menudo encontraban simpatizantes.
En el pasado, muchas fronteras no eran líneas claramente definidas, sino que a menudo había zonas intermedias reclamadas y disputadas por ambas partes, a veces llamadas marcas. Casos especiales en la época moderna fueron la zona neutral saudí-iraquí de 1922 a 1991 y la zona neutral saudí-kuwaití de 1922 a 1970. En los tiempos modernos, las zonas de marcha han sido sustituidas por fronteras claramente definidas y demarcadas. A efectos de control fronterizo, los aeropuertos y puertos también se consideran fronteras. La mayoría de los países tienen algún tipo de control fronterizo para regular o limitar el movimiento de personas, animales y mercancías hacia y desde el país. Según el derecho internacional, cada país puede legislar las condiciones que deben cumplirse para cruzar sus fronteras e impedir que las personas las crucen infringiendo esas leyes.
Algunas fronteras exigen la presentación de documentos legales como pasaportes y visados, u otros documento de identidad, para que las personas puedan cruzar las fronteras. Para permanecer o trabajar dentro de las fronteras de un país, los extranjeros (personas extranjeras) pueden necesitar documentos especiales de inmigración o permisos; pero la posesión de tales documentos no garantiza que se permita a la persona cruzar la frontera.
El transporte de mercancías a través de una frontera suele requerir el pago de impuestos especiales, a menudo recaudados por funcionarios de aduanas. Los animales (y en ocasiones los seres humanos) que cruzan las fronteras pueden tener que entrar en cuarentena para evitar la propagación de enfermedades infecciosas exóticas. La mayoría de los países prohíben el transporte de drogas ilegales o animales en peligro de extinción a través de sus fronteras. Trasladar ilegalmente mercancías, animales o personas a través de una frontera, sin declararlos ni pedir permiso, o eludir deliberadamente la inspección oficial, constituye contrabando. También puede haber controles sobre la validez del seguro de responsabilidad civil del automóvil y otras formalidades.
En lugares donde el contrabando, la migración y la infiltración son un problema, muchos países fortifican las fronteras con vallas y barreras, e instituyen procedimientos formales de control fronterizo. Éstos pueden extenderse tierra adentro, como en Estados Unidos, donde el servicio U.S. Customs and Border Protection tiene jurisdicción para operar hasta 100 millas de cualquier límite terrestre o marítimo. Por otro lado, algunas fronteras están simplemente señalizadas. Esto es habitual en países del espacio Schengen europeo y en tramos rurales de la frontera entre Canadá y Estados Unidos. Las fronteras pueden incluso no estar señalizadas en absoluto, normalmente en regiones remotas o boscosas; estas fronteras suelen describirse como «porosas». La migración dentro de las fronteras territoriales, y fuera de ellas, representaba un patrón de movimiento antiguo y establecido en los países africanos, en busca de trabajo y alimentos, y para mantener los lazos con los parientes que se habían desplazado a través de las fronteras previamente porosas de sus países de origen. Cuando se trazaron las fronteras coloniales, los países occidentales intentaron obtener el monopolio de la contratación de mano de obra en muchos países africanos, lo que alteró el contexto práctico e institucional en el que se habían seguido las antiguas pautas migratorias y, según algunos, se siguen siguiendo hoy en día. Las fronteras eran especialmente porosas para el movimiento físico de los emigrantes, y las personas que vivían en las zonas fronterizas mantenían fácilmente redes culturales y sociales transnacionales.
Una frontera puede haber sido
- Acordada por los países de ambos lados
- Impuesta por el país de un lado
- Impuesta por terceros, por ejemplo, una conferencia internacional
- Heredada de un antiguo Estado, potencia colonial o territorio aristocrático
- Heredada de una antigua frontera interior, como la de la antigua Unión Soviética.
- Nunca definida formalmente.

Además, una frontera puede ser una línea de alto el fuego militar de facto.

## Tipos de fronteras
Existen diversos tipos de frontera, a saber:
1. La frontera territorial: como ya se sabe, el territorio es uno de los componentes fundamentales de los Estados y se define como el área de la superficie terrestre en el que un grupo humano se organiza social, económica, política y culturalmente.
2. La frontera económica: las fronteras económicas, teniendo en cuenta condiciones económicas (tránsito comercial), pudiendo ser:
  1. Vivas o de acumulación: son las que se encuentran entre los Estados que no han agotado sus energías creadoras; este tipo de fronteras cuenta con población viviendo en ellas. Hay interpretaciones o influencias, contactos y oposiciones que se realizan en zonas fronterizas que pueden ameritar correcciones.
  2. La frontera muerta: son las fronteras en las que no existe población que intercambie recursos ni cultura. Algunos ejemplos  son los siguientes : los campos hielo en provincia de Santa Cruz y la Puna.
3. Frontera natural: es aquella que separa un territorio mediante un accidente geográfico, como ríos, valles, montañas (p.ej. el río Bravo entre México y los Estados Unidos o Grandes Lagos de Norteamérica entre Canadá y los Estados Unidos.)

Algunos accidentes geográficos que suelen constituir fronteras naturales son:
- Océanos: los océanos crean fronteras naturales muy costosas. Muy pocos países abarcan más de un continente. Sólo los Estados muy grandes y ricos en recursos son capaces de sostener los costes de la gobernanza a través de los océanos durante períodos de tiempo más largos.
- Ríos: algunas fronteras políticas se han formalizado a lo largo de fronteras naturales formadas por ríos. Algunos ejemplos son: el río Niágara (Canadá-EE. UU.), el Río Bravo (México-EE. UU.), el Rin (Francia-Alemania) y el Mekong (Tailandia-Laos). Si se desea una línea precisa, a menudo se traza a lo largo del thalweg, la línea más profunda a lo largo del río. En la Biblia hebrea, Moisés definió la mitad del río Arnón como la frontera entre Moab y las tribus israelitas que se asentaban al este del Jordania (3:16). El Tribunal Supremo de los Estados Unidos dictaminó en 1910 que la frontera entre los estados norteamericanos de Maryland y Virginia Occidental es la orilla sur del río Potomac.
- Lagos: los grandes lagos crean fronteras naturales. Algunos ejemplos son el lago Tanganica, con la República Democrática del Congo y Zambia en su orilla occidental y Tanzania y Burundi en la oriental; y los  Grandes Lagos, que forman una parte sustancial de la frontera entre Canadá y Estados Unidos.
- Bosques: las selvas o bosques más densos pueden crear fuertes fronteras naturales. Un ejemplo de frontera forestal natural es la selva amazónica, que separa Brasil y Bolivia de Perú, Colombia, Venezuela y Guyana.
- Cordillera: Muchas naciones tienen sus fronteras políticas definidas a lo largo de cadenas montañosas, a menudo a lo largo de una divisoria de drenaje. Algunos ejemplos son los Pirineos, que han separado España y Francia o sus antecesores durante milenios; los Andes que separan Chile y Argentina; y los Alpes que separan Italia, Francia, Suiza, Alemania y otros.

A lo largo de la historia, los avances tecnológicos han reducido los costes de transporte y comunicación a través de las fronteras naturales. Esto ha reducido la importancia de las fronteras naturales a lo largo del tiempo. Como resultado, las fronteras políticas que se han formalizado más recientemente, como las de África o América, suelen ajustarse menos a las fronteras naturales[cita requerida] que las fronteras muy antiguas, como las de Europa o Asia.
1. La Frontera artificial: son calculadas mediante coordenadas geográficas. Para marcarlas, se pueden construir murallas, boyas, monumentos, etc. (ejemplo: la frontera entre la República Democrática del Congo y Uganda.)Tales marcas pueden señalar los límites de un país o los límites de una propiedad privada.
2. La frontera aérea: se trata del espacio aéreo en el cual una nación tiene los derecho de uso y donde debe establecer controles de administración.
3. La frontera marítima: Se refiere a una extensión marítima de la frontera territorial, de un alcance de hasta 200 millas, la cual es considerada parte de las lindes de una nación y, como tales, deben ser administrados por el país en cuestión y respetados por las demás naciones.
4. La frontera política: Se refiere a los ámbitos administrativos de gobierno dentro de un territorio específico. Algunas veces estas zonas pueden estar asociadas a diferencias culturales y lingüísticas. Por ejemplo, parroquias, municipios, estados y comunidades autónomas.
5. La frontera fluvial: delimitación que está demarcada por un río ya que naturalmente son fáciles de usar como frontera debido a su forma natural, la cual separa físicamente dos costas.
6. La frontera lacustre: este tipo de fronteras se encuentran cuando un país, estado o territorio está dividido de otro mediante un lago. Al igual que en las fronteras fluviales, los países también pueden compartir la fuente lacustre que los divide, utilizando así ambos sus recursos naturales.
7. La frontera continental y frontera extracontinental: Las fronteras continentales son aquellas que están enmarcadas dentro de los continentes propiamente. Las extracontinentales se refieren a aquellas islas o cayos que están bajo la administración de un Estado que puede o no compartir la plataforma marítima.

Originalmente la palabra tiene una connotación militar, ya que hace referencia al «frente de batalla».
Uno de los puntos fronterizos más célebres es el llamado "Punto de control Charlie" (Checkpoint Charlie) que durante décadas sirvió de lugar de tránsito entre las dos partes de la ciudad separadas por el Muro de Berlín.

### En español
- Balibar, Étienne. 2005. “¿Qué es una frontera”, en Violencias, identidades y civilidad. Barcelona: Gedisa, 77-100.
- Cairo Carou, Heriberto. 2001. “Territorialidad y fronteras del estado-nación”. Política y Sociedad 36: 29-38
- Debray, Régis. 2016. Elogio de las fronteras. Barcelona: Gedisa.
- Fernández Jardón, Francisco y Juan Carlos Velasco. “¿Qué es una frontera”. The Conversation (2021).
- Frye, David. 2019. Muros. La civilización a través de sus fronteras. Madrid: Turner.
- Isensee, Josep. 2020. Fronteras. Sobre la territorialidad del Estado. Valencia: Tirant Lo Blanch.
- Kymlicka, Will. 2006. Fronteras territoriales. Madrid: Trotta.
- Tertrais, Bruno y Papin, Delphine. 2018. Atlas de las fronteras Archivado el 7 de mayo de 2021 en Wayback Machine.. Madrid: Cátedra.
- Velasco, Juan Carlos. 2020. "Prolegómenos a una filosofía política de la frontera. Historia, concepto y mutaciones contemporáneas". Daimon 87: 11-27.
- Zamora, José Antonio. 2022. "¿Retorno de las fronteras?". Daimon 87: 47-53.

### En otros idiomas
- «Border Stories». Border Stories – A website devoted to stories from both sides of the U.S. Mexico Border.
- «Talking Borders». Queen's University Belfast. Archivado desde el original el 15 de septiembre de 2007.
- The World in 2015: National borders undermined? 11-min video interview with Bernard Guetta, a columnist for Libération newspaper and France Inter radio. "For [Guetta], one of the main lessons from international relations in 2014 is that national borders are becoming increasingly irrelevant. These borders, drawn by the colonial powers, were and still are entirely artificial. Now, people want borders along national, religious or ethnic lines. Bernard Guetta calls this a "comeback of real history"."
- Baramova, Maria (2010), Border Theories in Early Modern Europe, EGO - European History Online, Mainz: Institute of European History, retrieved: March 25, 2021 (pdf).
- James, Paul (2014). «Faces of Globalization and the Borders of States: From Asylum Seekers to Citizens». Citizenship Studies 18 (2): 208-23. S2CID 144816686. doi:10.1080/13621025.2014.886440.
- Mura, Andrea (2016). «National Finitude and the Paranoid Style of the One». Contemporary Political Theory 15: 58-79. S2CID 53724373. doi:10.1057/cpt.2015.23.
- Said Saddiki, World of Walls: The Structure, Roles and Effectiveness of Separation Barriers. Cambridge, UK: Open Book Publishers, 2017. https://doi.org/10.11647/OBP.0121
- Struck, Bernhard, Border Regions, EGO - European History Online, Mainz: Institute of European History, 2013, retrieved: March 8, 2021 (pdf).